# 比例尺

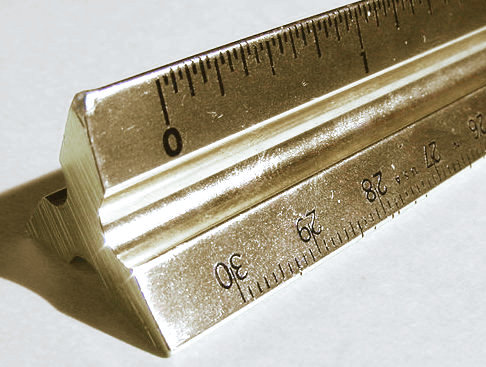
用来在地图上量取距离的缩尺，材質黃銅

比例尺（英語：scale）也叫做缩尺，是建筑、设计和测绘行业绘制平面图、设计图和地图等图纸时使用的工具，其主要功能是方便绘图人员在不借助计算器等工具的情况下，精确地在面积有限的图纸上绘制大尺寸物体（如房屋、地块、道路等）按比例缩小的图形，或测量图上形状对应现实中物件的大小。
和普通直尺不同的是，比例尺上一般不标注尺子上的长度，而是标注在一定比例下尺上长度对应现实中实际物体的长度。以1:100的比例尺为例，在普通直尺标示1 cm的位置，比例尺标注为1 m，即在1:100的图纸上从0刻度到这个刻度的长度代表现实中1米的长度。为了方便在不同情景下使用，一把比例尺上一般都提供多种比例的刻度，而比例尺除了扁平直条状以外，还有三棱形，用于容纳多个刻度。
傳統上比例尺用木材制成，但為了準確性、長壽、穩定和耐用，近年来通常是用堅硬的塑膠或金属材料制造。

## 常见比例
在英國和其他地方，單位使用的標準是国际单位（SI）：毫米和米，而在法國则经常使用厘米和米。
在英國，常常使用的尺度是
- 1:1/1:100
- 50！
- 1:10/1:100
- 1:20/1:200
- 1:1250/1:2500

較少見的是：
- 1:25/1:250
- 1:331⁄3

在使用英制单位的国家如美国，常见的比例尺度有：
- 1:8
- 1:16
- 1:32
- 1:64